# Împărțirea la zero (carte)
Împărțirea la zero (2002) (titlu original Stories of Your Life and Others) este o culegere de povestiri fantastice și science fiction scrise de Ted Chiang, apărută la Tor Books. Ea cuprinde primele opt povestiri ale lui Chiang, toate - cu excepția lui "Să-ți placă ceea ce vezi: un documentar" - fiind publicate anterior altundeva.

## Conținut
1. Turnul din Babilon (Tower of Babylon) - publicată pentru prima dată în revista Omni
2. Înțelegere (Understand) - publicată pentru prima dată în Asimov's Science Fiction
3. Împărțirea la zero (Division by Zero) - publicată pentru prima dată în Full Spectrum 3
4. Povestea vieții tale (Story of Your Life) - publicată pentru prima dată în Starlight 2
5. Șaptezeci și două de litere (Seventy-two Letters) - publicată pentru prima dată în Vanishing Acts
6. Evoluția științei umane (The Evolution of Human Science, cunoscută și sub titlul Catching Crumbs from the Table) - publicată pentru prima dată în revista Nature
7. Iadul e acolo unde nu există Dumnezeu (Hell Is the Absence of God) - publicată pentru prima dată în Starlight 3
8. Să-ți placă ceea ce vezi: un documentar (Liking What You See: A Documentary)

În ediția originală americană, povestirile 2 și 3 sunt inversate, la fel 5 și 6.

## Intriga

### Turnul din Babilon
Povestirea tratează modul în care ar fi lumea dacă universul ar respecta într-adevăr modelul geocentric din vechea cosmologie babiloniană, în care Pământul se află în mijlocul unei succesiuni de sfere celeste.
Ea prezintă un tânăr miner din Elam care urcă în Turnul Babel pentru a ajuta la spargerea bolții cerești. Pe drum are parte de numeroase priveliști superbe și de mistere neelucidate ale cerurilor și pământului.
În 1991, povestirea a câștigat premiul Nebula pentru "Cea mai bună nuveletă" și a fost nominalizată la premiul Hugo în cadrul aceleiași categorii. Ea a mai fost publicată în limba română și sub titlul Turnul Babilonului, în nr. 506/1993 al Colecției de povestiri științifico-fantastice, în traducerea lui Florin Pîtea.

### Înțelegere
Protagonistul narațiunii este un om căruia i se dă o substanță experimentală pentru a-i vindeca leziunile cerebrale cauzate de hipoxie. Substanța îi regenerează neuronii distruși, furnizând și un efect secundar prin îmbunătățirea inteligenței și a biomotricității. Pe măsură ce devine tot mai inteligent, protagonistul începe să fie urmărit de agențiile guvernamentale și intră în conflict cu un alt subiect supra-inteligent.
În 1992, povestirea a fost nominalizată la premiul Hugo pentru "Cea mai bună nuveletă" și a câștigat sondajul Asimov’s Reader. Rhashan Stone a înregistrat povestirea și a difuzat-o în patru episioade la BBC Radio 7.

### Împărțirea la zero
O matematiciană își pierde mințile în momentul în care descoperă că aritmetica, considerată până atunci fundamentală, este incoerentă ca sistem formal. Descoperirea ei arată că întreaga structură pe care s-a clădit progresul civilizației umane este unul arbitrar.

### Povestea vieții tale
Dr. Louise Banks este înrolată într-un proiect militar de stabilire a comunicării cu o rasă de extratereștri sferici, simetrici, care au contactat omenirea. Limbajul lor este despărțit în două ramuri, unul vorbit și unul scris, cel de-al doilea având o structură atât de complexă, încât nicio parte a lui nu poate fi îndepărtată fără a schimba înțelesul întregii propoziții. Cel care folosește acest limbaj trebuie să știe de la început cum se va termina propoziția, lucru explicat în carte prin abordarea timpului minim în cadrul teoremei lui Fermat. Înțelegerea sistemului scris al extratereștrilor afectează percepția Louisei asupra timpului, sugerând existența unui univers determinist în care se exercită liberul arbitru, dar fără a afecta evenimentele ulterioare.
În 1999, povestirea a câștigat premiul Sturgeon, iar în 2000 premiul Nebula pentru "Cea mai bună nuveletă".

### Șaptezeci și două de litere
Producerea golemilor nu mai este apanajul rabinilor, ci este o activitate realizată în masă de mulți artizani care lucrează împreună. Aceștia îi animă printr-o serie de combinații de litere ebraice, studiate și experimentate cu grijă. Povestirea a câtșigat premiul Sidewise.

### Evoluția științei umane
Narațiunea este o privire aruncată într-un viitor în care ființele post-umane au avansat dincolo de abilitățile umane, iar explorarea științifică depinde de descifrarea muncii metaumanilor.

### Iadul e acolo unde nu există Dumnezeu
Acțiunea nuveletei se petrece într-o lume în care existența lui Dumnezeu, a sufletelor și a Iadului pot fi dovedite și în care miracolele și vizitele îngerilor sunt comune, dar nu întotdeauna binevenite (de exemplu, soția protagonistului devine o victimă colaterală a vizitei explozive a unui înger). Chiang a subliniat că povestirea este "doar o fantezie", deoarece se petrece într-un univers "în care abordarea științifică nu funcționează".
Povestirea a câștigat premiul Hugo, premiul Nebula și premiul Locus, fiind finalista premiului memorial Theodore Sturgeon în 2002 și câștigătoare a premiului Seiun din 2004.

### Să-ți placă ceea ce vezi: un documentar
Scrierea, realizată folosind o tehnică similară unui reportaj jurnalistic, tratează ideea folosirii în școli a unui implant care inhibă capacitatea de a-i judeca pe ceilalți în funcție de aspectul fizic, ca răspuns la agresivitatea mediatică tot mai mare, care trece dincolo de capacitatea individuală de a rezista la stimuli.
Povestirea a fost nominalizată la premiul Hugo, dar Chiang a refuzat onoarea, argumentând că scrierea ei a fost grăbită de rațiuni editoriale și nu a ieșit așa cum dorea.

## Opinii critice
Jeremy Smith îi face autorului o caracterizare extrem de realistă: "Chiang nu este un scriitor care acordă atenție stilului. Alegerea cuvintelor poate fi neinspirată, iar dialogul artificial. Scrierea sa este, în cel mai bun caz, transparentă și exactă. Cu toate acestea, povestirile din prima sa antologie au fost concepute într-un mod strălucitor și mișcător."
Greg L. Johnson remarcă modul în care "Ted Chiang a explodat pe scena SF într-un mod în care puțini alții au reușit" și consideră că "Împărțirea la zero abundă în exemple ale motivelor pentru care povestirile lui Ted Chiang au câștigat continuu premii".
Robert J. Sawyer a descris Iadul e acolo unde nu există Dumnezeu ca fiind "cea mai bună povestire SF din 2002". În schimb, John C. Wright o consideră o "banală propagandă anticreștină". Elf Sternberg a comparat nuveleta cu The Great Divorce a lui C. S. Lewis, remarcând că, deși Lewis este un susținător al lui Dumnezeu, Chiang este "ambivalent". Ca răspuns la această povestire, Ken Liu a scris povestirea "Single-Bit Error" (2009).